# Boelat Okoedzjava

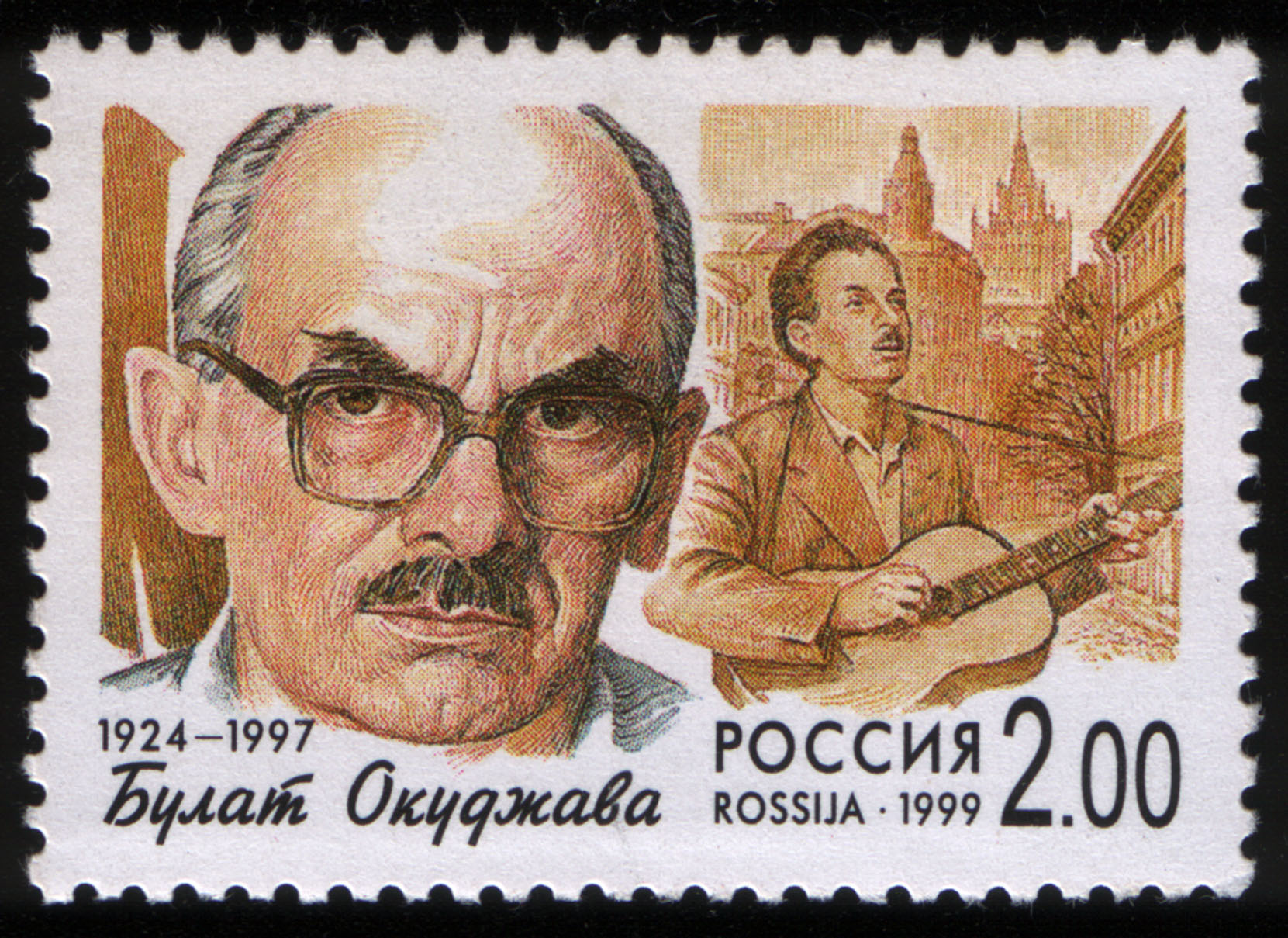
Postzegel Boelat Okoedzjava, 1999

 Boelat Sjalvovitsj Okoedzjava (Russisch: Булат Шалвович Окуджава) (Moskou, 9 mei 1924 – Parijs, 12 juni 1997) was een Russisch schrijver, dichter en oppositioneel chansonnier.

## Leven en werk
Okoedzjava werd geboren als zoon van een Georgische vader en een Armeense moeder. Zijn vader was actief lid van de communistische partij, maar werd tijdens de zuiveringen in 1937 gearresteerd en na een schijnproces als Duits spion geëxecuteerd. Zijn moeder bracht vervolgens als ‘vrouw van een volksvijand’ achttien jaar in de Goelag door, Okoedzjava zelf trok bij familie in. In 1941, tijdens de Tweede Wereldoorlog, nam hij dienst in het Russische leger, na de oorlog studeerde hij filologie in Tbilisi en werd in 1950 onderwijzer in een dorpje in Kaloega. Na de rehabilitatie van zijn moeder in 1956 keerde hij terug naar Moskou.
In Moskou werd hij redacteur bij Molodaja Gwardija (Jonge Garde), later leidde hij de poëzieafdeling van het weekblad Literaturnaja Gaseta. Tijdens de destalinisatie begon hij op te treden met oppositionele gedichten, waarbij hij zichzelf begeleidde op gitaar. Veel van zijn gedichten/liederen waren al eerder geschreven, maar konden toen noch gepubliceerd noch opgevoerd worden.

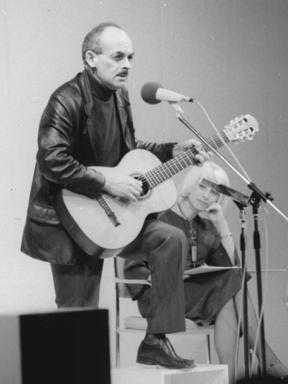
Okoedzjava, 1976, Oost-Berlijn

De gedichten en liederen van Okoedzjava kenmerken zich door de vele metaforen en door melancholie. Inhoudelijk heeft zijn werk een duidelijk pacifistische grondtoon en keert het zich tegen de onderdrukking door de staat. Zijn chansons doen denken aan Georges Brassens. De begeleiding op gitaar is steeds uiterst eenvoudig: Okoedzjava kende maar enkele akkoorden (elf, naar hij zelf zei). Okoedzjava nam in de loop van de jaren zestig ook steeds nadrukkelijker een dissidente houding aan, verzette zich fel tegen de censuur in de Sovjetliteratuur en nam het openlijk op voor Aleksandr Solzjenitsyn.
Niettegenstaande de aanvankelijke ‘dooiperiode’ werden Okoedzjava’s liederen in de Sovjet-Unie door de officiële media genegeerd, waardoor hij gedwongen werd Moskouse privéwoningen als zijn podium te kiezen. Daar werden zijn liederen in de jaren zestig op muziekbanden gezet en vervolgens verbazingwekkend snel verspreid over de gehele Sovjet-Unie. Het werden lijfliederen van de naoorlogse Sovjetgeneratie. Okoedzjava was ook bijzonder populair in Polen en de DDR, waar protestzanger Wolf Biermann eind jaren zeventig diverse liederen van hem vertaalde en op de bühne bracht.
In de jaren tachtig schreef Okoedzjava diverse prozawerken. In 1994 kreeg hij de Bookerprijs voor zijn roman De show is voorbij.
In 1991 ontving Okoedzjava de Staatsprijs van de Sovjet-Unie voor zijn oeuvre. Na de val van de Sovjet-Unie in 1992 werd hij door Boris Jeltsin benoemd in een commissie voor gratieverlening en het corrigeren van foute beslissingen door de Sovjetjustitie, hetgeen hij tot zijn dood bleef doen.
Okoedzjava stierf tijdens een tour door Frankrijk, in 1997. Hij liet 200 liederen en 1000 gedichten na.

## Liedje over de metro
In mijn metro heb ik altijd volop ruimte,
vanaf de jaren dat ik duimde
blijkt ze immers als een lied te zijn
met 'rechts staan, links passeren' als refrein.
De orde is heilig, is wel gedaan:
de reizigers die rechts staan – staan,
maar zij die gaan zijn steeds gehouden
te allen tijde links te houden!